# Eero Böök
Pour les articles homonymes, voir Böök.
Eero Eimar Böök est un joueur d'échecs finlandais né le 9 février 1910 et mort le 7 janvier 1990. Six fois champion de Finlande (en 1931, 1934, 1934-1935, 1936, 1945-1946 et 1963), il remporta les tournois d'Helsinki 1935 (ex æquo avec Spielmann) et 1947 (championnat des pays nordiques et tournoi zonal, ex æquo avec Stoltz).  Après son succès au tournoi zonal de 1947, il battit Stoltz lors du match de départage et se qualifia pour le premier tournoi interzonal de 1948 à Saltsjöbaden où il marqua la moitié des points, et finit onzième ex æquo avec Gligorić et Pirc.
Böök était ingénieur de profession. Il reçut le titre de maître international en 1950 et celui de grand maître international honoraire en 1984.
Parmi les bons résultats de Böök dans les tournois internationaux, figurent une quatrième place au tournoi de Margate 1938 et une onzième place au très fort tournoi de Kemeri 1937.

## Olympiades
Böök représenta la Finlande lors de six olympiades d'échecs officielles :
- à l'olympiade d'échecs de 1935 à Varsovie, il jouait au premier échiquier et marqua 11 points sur 18 ;
- en 1937, à Stockholm, au deuxième échiquier, il marqua 10,5 / 18 ;
- en 1950, à Dubrovnik, au premier échiquier, il marqua 7,5 / 13 ;
- en 1952, à Helsinki, au premier échiquier, il marqua 7 / 14 ;
- en 1958 et 1960, au deuxième échiquier, il marqua moins de la moitié des points (respectivement 6,5 / 14 et 4 / 9).

Il joua également lors de l'olympiade d'échecs officieuse de 1936 à Munich et marqua la moitié des points au premier échiquier.